# Parkia speciosa
Parkia speciosa (зустрічаються назви Смердюча квасоля, Петай чи Сато) — вид рослин родини бобові (Fabaceae).

## Будова
Вічнозелене дерево висотою 15-40 метрів. Стовбур 50-100 см в діаметрі. Цибулеподібні квіти з'являються на довгих стеблах. Запилюється кажанами. Плід — напівпрозорий довгий (35-55 см х 3-5 см) закручений стручок, що росте групами по 6-8. Кожен стручок містить по 10-18 великих квасолин.

## Життєвий цикл
Рослина перебуває у симбіозі з нітрогенними бактеріями, що живуть в землі на її корінні.

## Поширення та середовище існування
Росте в тіні у вологих тропіках до 1400 м з температурою 20-28 °C та 1000—2000 мм атмосферних опадів. Поширена рослина у Індії, Південно-Східній Азії, Індокитаї, Китаї.

## Практичне використання
Сато вживають у їжу у багатьох країнах Азії. Високопоживне насіння їдять свіжим чи приготовленим. Воно має сильний запах, дещо схожий на часник, що залишається на кілька днів, через що отримали назву Смердюча квасоля. Молоді стручки їдять у смаженому вигляді.
Цибулеподібне суцвіття та листя також вживають у свіжому вигляді.
В Таїланді рослину називають «сато» (тай. สะตอ) і смажать з м'ясом. Особливо популярна їжа в Індійському штаті Маніпур.

## Галерея

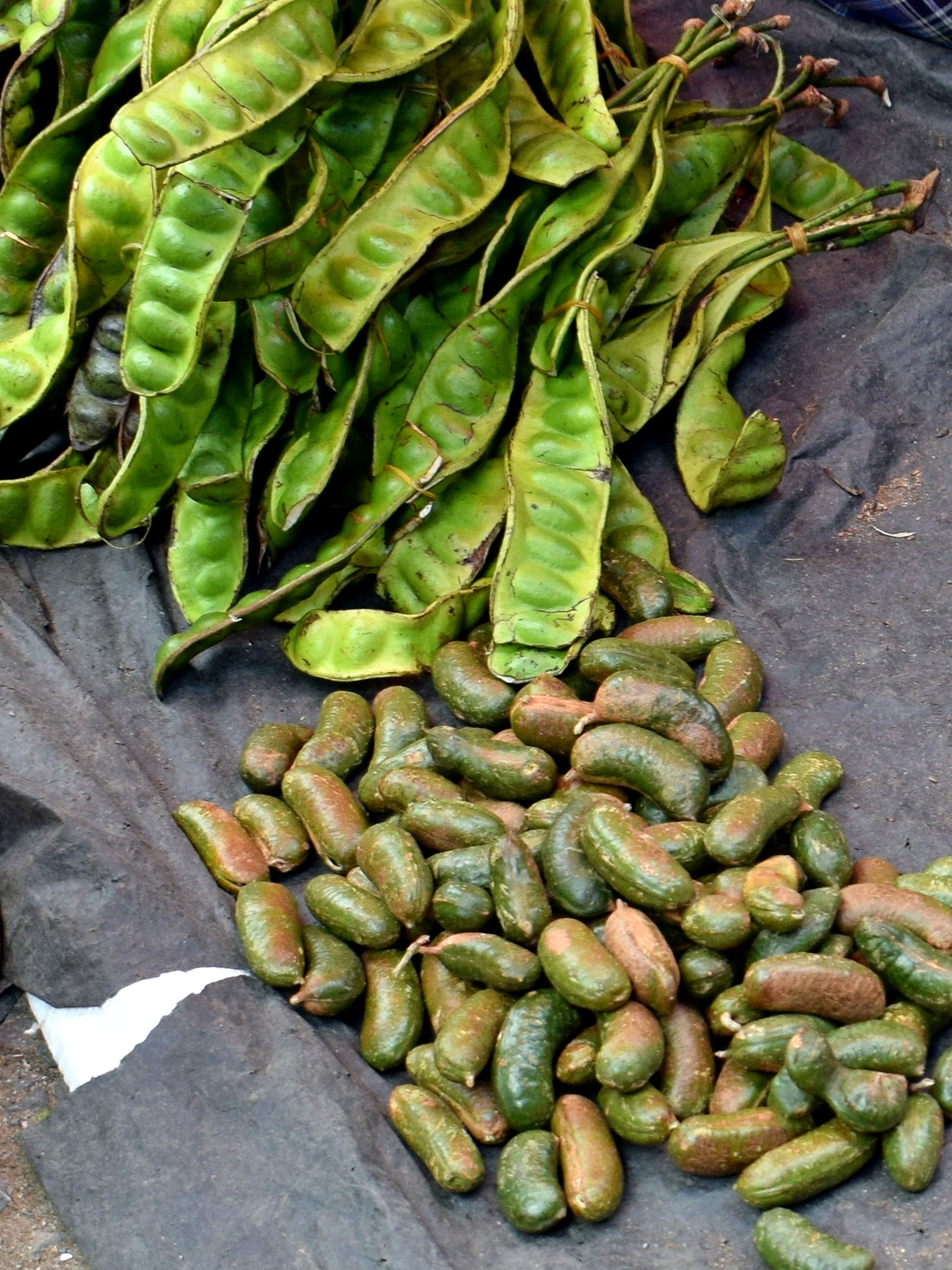
Стручки та насіння
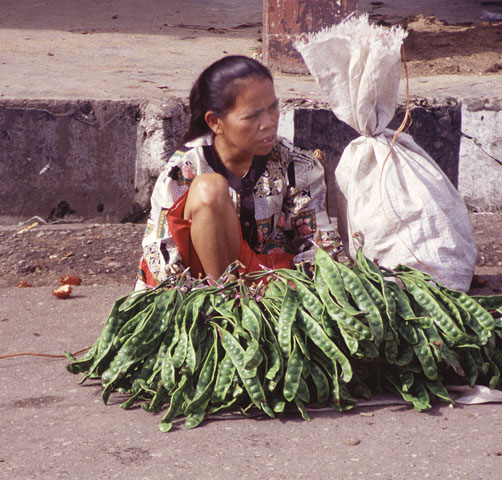
Торгівля стручками
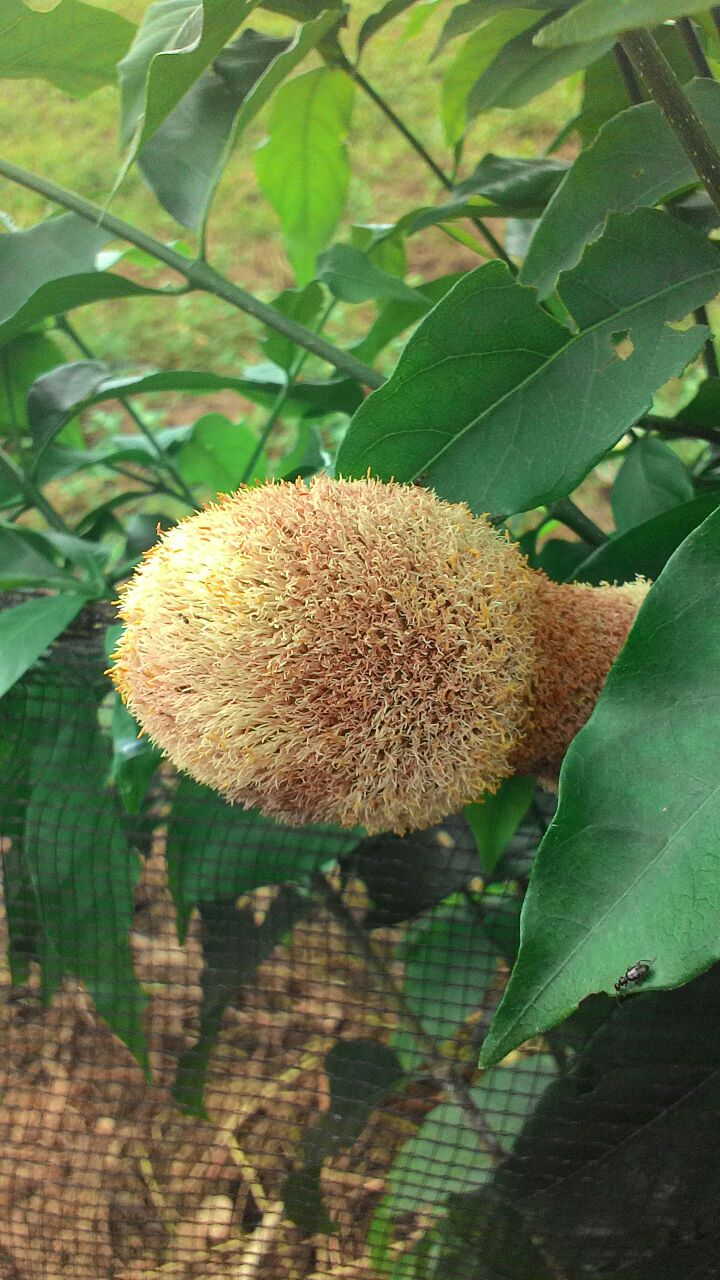
Квітка
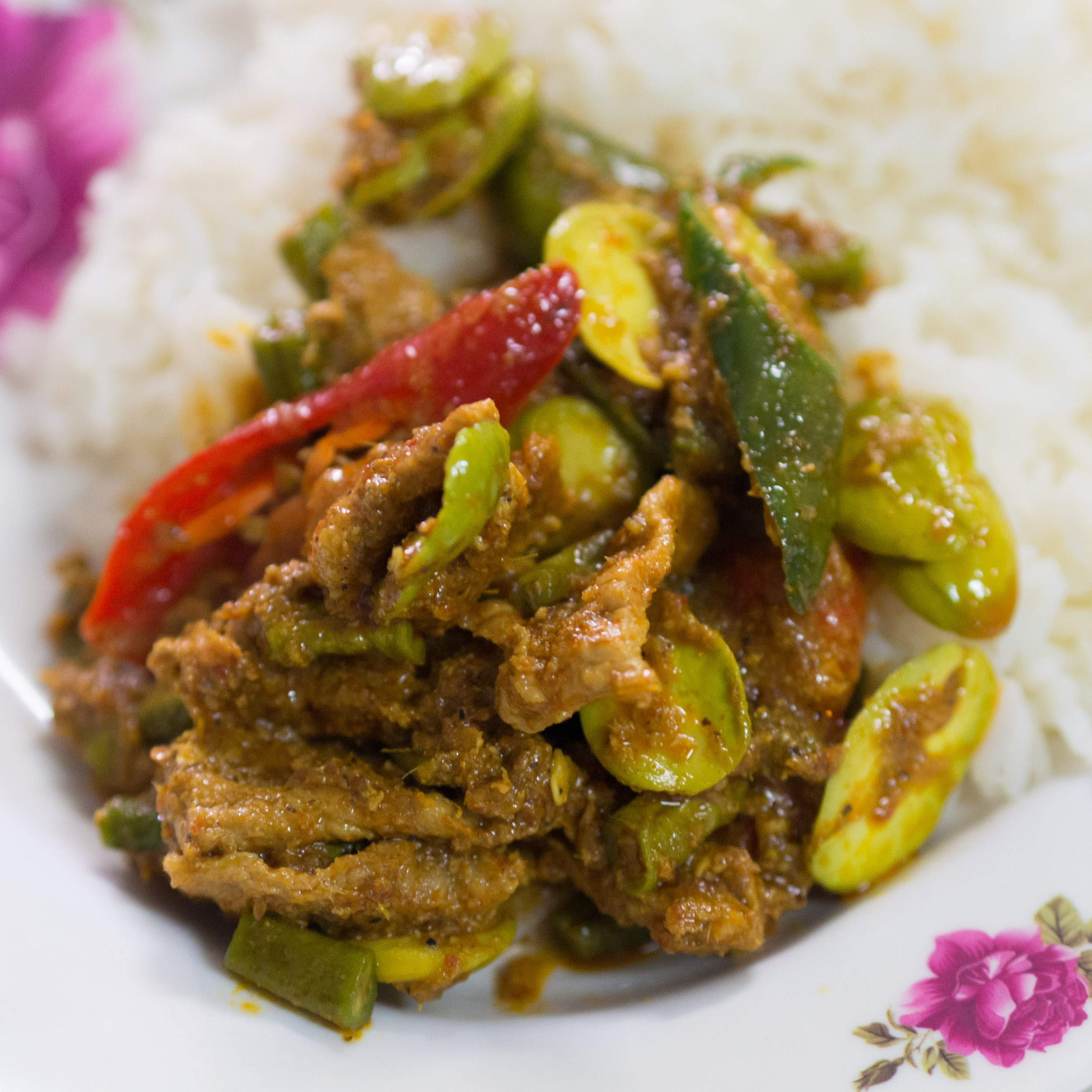
Тайська страва з сато
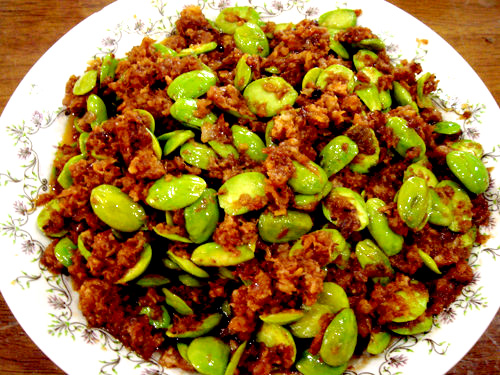
Смажені квасолини сато